# Magneliïta
La magneliïta és un mineral de la classe dels òxids.

## Característiques
La magneliïta és un òxid de fórmula química Ti3+₂Ti4+₂O₇. Va ser aprovada com a espècie vàlida per l'Associació Mineralògica Internacional l'any 2022, i publicada en desembre de 2023. Cristal·litza en el sistema triclínic.

## Formació i jaciments
Va ser descoberta al mont Carmel del districte de Haifa, a Israel. Aquest indret és l'únic a tot el planeta on ha estat descrita aquesta espècie mineral.